# Til-Châtel
Til-Châtel är en kommun i departementet Côte-d'Or i regionen Bourgogne-Franche-Comté i östra Frankrike. Kommunen ligger i kantonen Is-sur-Tille som tillhör arrondissementet Dijon. År 2022 hade Til-Châtel 1 136 invånare.

## Befolkningsutveckling
Antalet invånare i kommunen Til-Châtel
Referens:INSEE